# Astragalus gibbsii
Astragalus gibbsii là một loài thực vật có hoa trong họ Đậu. Loài này được Kellogg miêu tả khoa học đầu tiên.